# Baba Novak
Baba Novak este un album al formației Phoenix, lansat în anul 2005 de către casele de discuri Phoenix Records și Zone Records, pe suport compact disc și casetă audio. Albumul marchează revenirea în formație, alături de liderul Nicu Covaci, a lui Mircea Baniciu, Josef Kappl și Ovidiu Lipan Țăndărică, membri Phoenix în perioada anilor '70, când grupul timișorean a înregistrat cele mai mari succese din istoria sa.

## Prezentare
Baba Novak conține compoziții mai vechi și mai noi ale lui Nicolae Covaci, pe texte de Dinu Olărașu, Răzvan Voncu, Călin Angelescu sau de-ale sale. Sunt reluate, într-o nouă interpretare, compozițiile: „Morning Light” („Zori de zi”), „I Need a Friend” („Singur”), „City of Angels” („Apocalipsă”), „The Tale of Baba Novak” („Baba Novak”), „Bounty Man” („Hăituit”), „Suddenly” („To My Brothers...”). Inițial, în faza de concepere, pe album era proiectată apariția unei piese sârbești, „Javore”, despre care Covaci declara: „Un cântec vechi, din copilăria mea, pe care l-am auzit de la maică-mea. Piesa va fi cântată în românește, dar, dacă mă «enervez», o să alternez sârbește cu românește.”  De asemenea, unele melodii prezente pe disc aveau inițial un alt titlu („De dimineață” va deveni ulterior „Zori de zi”, iar „Suddenly” – „To My Brothers...”), iar altele (precum „Orujo” sau instrumentala „Orient Express”) au fost lansate pe piață în prima lor variantă. În ceea ce privește versurile, s-a renunțat „la «graiul stufos» al anilor în care nu aveai voie să spui decât ce se dorea auzit. Am ales versuri mai simple și mai clare, care să exprime unele păreri sau sugestii date tinerei generații din România.” (Nicolae Covaci)
Inițial era proiectată și apariția unei variante în limba engleză a albumului. Baba Novak a fost receptat ca una dintre cele mai bune realizări ale anului 2005 în muzica românească, fiind considerat „undeva între «Cei ce ne-au dat Cantafabule» și «Phoenix, însă eu»”. Criticul muzical Mihai Plămădeală, într-o recenzie despre acest material, spunea:
„Piesele pot fi încadrate în două mari grupe tematice: una de factură etno, cu trimitere la anii '70 din cariera Phoenix («Zori de zi», «Pasărea de foc», «Apocalipsă», «Baba Novak», eventual «Fluier în cer», «Orient Express») și o alta, aparținând liniei deschise de albumul «În umbra marelui U.R.S.S.» – câmp de manifestare al frustrărilor («Orașul scufundat», «Singur», «Hăituit», «To My Brothers...») sau, în mai mică măsură, chiar al umorului («Orujo», «Mila 2 de lângă 3»). Așadar, după criteriul enunțat mai sus, un șase–șase, într-o distribuție calibrată, cu un plus de etno în deschidere și o relaxare corespunzătoare pe final. Ar fi de remarcat aici și ingeniosul dialog între trecut și prezent, poate chiar anticiparea/anunțarea direcției viitoare. (...) Instrumental vorbind, protagoniștii sunt cu mult peste media celor din rock-ul românesc al tuturor timpurilor, dar actualele limite vocale (date de trecerea timpului – coborârea și îngustarea registrului, pierderea continuității etc.) impun o abordare muzicală în relație cu noile (im)posibilități. Rezultatul final, în afara unor analize tehniciste, ar putea arăta publicului larg o formație mai puțin convingătoare decât altele noi (chiar modeste), care activează pe coordonate profesioniste și nimic mai mult. ”—Mihai Plămădeală, Muzici și faze, 23 noiembrie 2005

## Promovare
Piesele „Mila 2 de lângă 3” și „Zori de zi” au beneficiat de videoclipuri regizate de Tudor Grămescu.
Problemele cu distribuția albumului nu au întârziat să apară: „E mafie mare cu distribuția de CD-uri în România. După cinci luni de discuții și cu amenințări cu presa și cu bătaia, am primit banii din vânzarea albumului. Acum, albumul nu se găsește pe piață, deși avem contract cu distribuitorii, iar noi primim niște firimituri din punct de vedere financiar. Sistemul e sub orice limită.” (Nicolae Covaci).
Concertul de lansare a albumului a avut loc la data de 21 octombrie 2005, la Sala Palatului din București. Spectacolul a fost filmat integral de Televiziunea Română, fiind coprodus și difuzat de postul TVR 2. Concertul din 21 octombrie va face obiectul unui DVD intitulat Live at Sala Palatului, lansat de formație în octombrie 2006, în timpul turneului național „Baba Novak”. Acesta a cuprins zece concerte în tot atâtea orașe: Constanța (11 octombrie), Brăila (12 octombrie), Brașov (13 octombrie), Pitești (14 octombrie), Craiova (18 octombrie), Arad (19 octombrie), Cluj-Napoca (20 octombrie), Bistrița (22 octombrie), Iași (23 octombrie) și București (Sala Polivalentă, 25 octombrie). În timpul acestui turneu, formația a oferit cadou cumpărătorilor de bilete un video CD promoțional, ce cuprinde cele două videoclipuri aferente albumului Baba Novak și două filmări din concertul de lansare de la Sala Palatului.
Despre turneul din octombrie 2006, Ovidiu Lipan Țăndărică declara într-un interviu: „Este extraordinar ce se întâmplă și foarte greu, în același timp, în România zilelor noastre: să pui la punct un turneu de o asemenea amploare și să-l realizezi cu forțe proprii. Transport, cazare, săli, echipament de sunet și lumini, totul a fost «aranjat» de Ionuț Contraș, Minel Stoica și alți prieteni ai grupului.”  Filmările TVR prilejuite de acest turneu au constituit materialul pentru un documentar difuzat în două părți pe 1 decembrie 2006. Cu câteva zile în prealabil, pe 27 noiembrie, cotidianul Jurnalul Național scoate o ediție de colecție dedicată formației – „Legenda Phoenix”. În anul următor, Phoenix primește „discul de aur” din partea Roton pentru vânzarea albumului Baba Novak în aproximativ 10.000 de unități.

## Piese
1. Zori de zi
2. Fluier în cer
3. Orașul scufundat
4. Pasărea de foc
5. Singur
6. Apocalipsă
7. Baba Novak
8. Hăituit
9. To My Brothers...
10. Orient Express
11. Orujo
12. Mila 2 de lângă 3

Muzică: Nicu Covaci

Versuri: Nicu Covaci (4, 9, 11, 12); Dinu Olărașu (1, 2, 3, 6, 8, 12); Răzvan Voncu (5); Călin Angelescu (7, 11)

## Componența formației
- Nicu Covaci – chitară electrică și acustică, vocal
- Josef Kappl – chitară bas, vocal
- Mircea Baniciu – vocal, chitară acustică
- Ovidiu Lipan – baterie
- Mani Neumann – vioară
- Cristi Gram – chitară electrică și acustică, voce de fundal
- Ionuț Contraș – voce de fundal, percuție

Mulțumiri speciale:
- Berti Barbera – percuție